# Assemblea nazionale del popolo
L’Assemblea nazionale del popolo (全国人民代表大会S, Quánguó Rénmín Dàibiǎo DàhuìP; anche nota come Congresso nazionale del popolo) è l'assemblea legislativa della Repubblica Popolare Cinese. Sebbene i propri membri siano in buona parte provenienti dal Partito Comunista, rappresenta nove partiti (di cui otto riuniti nel Fronte Unito) e gli indipendenti. L'Assemblea conta oggi 2.977 deputati che si riuniscono ogni anno in una sessione di due settimane nel mese di marzo.
L'Assemblea, che di fatto ratifica le decisioni già prese dal Partito, è l'organo preposto alla supervisione delle seguenti istituzioni: Presidenza della repubblica, Consiglio di Stato, Corte suprema del popolo, esercito, gli otto partiti minori (che hanno tutti giurato fedeltà alla RPC) e la Conferenza politica consultiva del popolo, il più importante organo consultivo, il cui compito è quello di selezionare i cittadini di maggior spicco, molti dei quali non-comunisti.

## Storia
L'Assemblea nazionale del popolo fu istituita nel 1954 dalla prima Costituzione della RPC; in precedenza le funzioni legislative erano state assegnate al Comitato nazionale della Conferenza politica consultiva del popolo cinese. La prima Assemblea, composta da 1.226 deputati, fu in sessione dal 1954 al 1959. Il più longevo presidente del comitato permanente fu senza dubbio Zhu De, in carica dal 1959 al 1976.
Specialmente nei primi tempi, l'Assemblea si impegnò a consolidare la costruzione del socialismo in Cina, approvando importanti leggi in questo senso. Allo scoppio della rivoluzione culturale, nel 1966, l'Assemblea fu di fatto bloccato per un certo periodo di tempo: i raduni di massa e i comitati rivoluzionari divennero di fatto i nuovi momenti di dibattito, anche in senso legislativo. Non è un caso infatti che le elezioni del 1969 vennero annullate, mentre a livello locale i comitati rivoluzionari si sostituirono gradualmente alle assemblee popolari. Le nuove elezioni si tennero nel 1975 e videro l'approvazione di una nuova Costituzione, che riportò ordine nel sistema politico (in particolare costituzionalizzando i comitati rivoluzionari) e che definì l'Assemblea "massimo organo del potere statale sotto la direzione del Partito Comunista Cinese", rafforzando l'influenza del Comitato centrale del Partito Comunista Cinese negli affari statali. Con l'abolizione della carica di presidente della Repubblica, peraltro, le funzioni di capo di Stato passavano al presidente del Comitato permanente.
La morte di importanti guide quali Mao Tse-tung, Zhou Enlai e Zhu De e l'interruzione della rivoluzione culturale influirono non poco sulla funzionalità dell'organo. Nell'ottobre 1977 infatti, il nuovo presidente del PCC Hua Guofeng propose e ottenne di anticipare le elezioni al 1978: in tal modo, fra le altre cose, venne ridotto il potere dei comitati rivoluzionari, che per Hua Guofeng "non hanno svolto il ruolo che avrebbero dovuto" (discorso alla quarta sessione del Comitato permanente della quarta Assemblea nazionale del popolo, 23 ottobre 1977).
Nel 1982 venne approvata la nuova Costituzione e Deng Xiaoping s'impose stabilmente a capo dello Stato. L'Assemblea recuperò lo status che aveva secondo la Costituzione del 1954, la carica di presidente della Repubblica venne ricostituita e gli organi sorti dalla rivoluzione culturale vennero sciolti; inoltre, la stessa autorità del Partito venne alleggerita e il PCC non venne più contemplato quale "dirigente" dell'Assemblea.
La sessione del 2021, tenutasi a soli 10 mesi di distanza da quella del 2020, ha segnato il raggiungimento di due obiettivi importanti stabiliti dal Segretario generale del partito Xi Jinping per il centesimo anniversario del Partito Comunista Cinese: quello dell'eliminazione della povertà dal paese e quello della creazione di una società moderatamente prospera (小康社会 xiǎokāng shèhuì).

## Poteri e funzioni
In qualità di camera legislativa, l'Assemblea formula le leggi della Repubblica, elegge il presidente della Repubblica Popolare Cinese, il Consiglio di Stato (ivi compreso il primo ministro), la Commissione militare centrale, il presidente della Corte suprema del popolo, il procuratore generale della repubblica e il Comitato permanente dell'Assemblea nazionale del popolo. Ha inoltre la funzione di revisionare la Costituzione della Repubblica Popolare Cinese.
L'Assemblea in sessione plenaria si occupa solitamente del dibattito delle leggi e delle procedure da adottare, spesso con il contributo di esperti tecnici. Benché sia composta esclusivamente da deputati del Partito Comunista Cinese e dei partiti suoi alleati, vi sono precedenti di dissenso e opposizione alle politiche centrali; per esempio in occasione dell'elezione dell'impopolare Li Peng a presidente del Comitato permanente, il quale venne eletto con il 90% dei voti pur essendo l'unico candidato, oppure di approvazioni dei rapporti ufficiali con percentuali al di sotto del 70%.
Dal momento che tutti gli organi costituzionali della Repubblica - il presidente, il Consiglio di Stato, ecc. - rispondono all'Assemblea, è loro compito fare rapporto ad essa nel corso della sua sessione plenaria, che si tiene solitamente una volta l'anno e che dura due settimane, solitamente in concomitanza con la seduta della Conferenza politica consultiva del popolo cinese.

L'Assemblea nazionale resta in carica per un mandato di cinque anni.

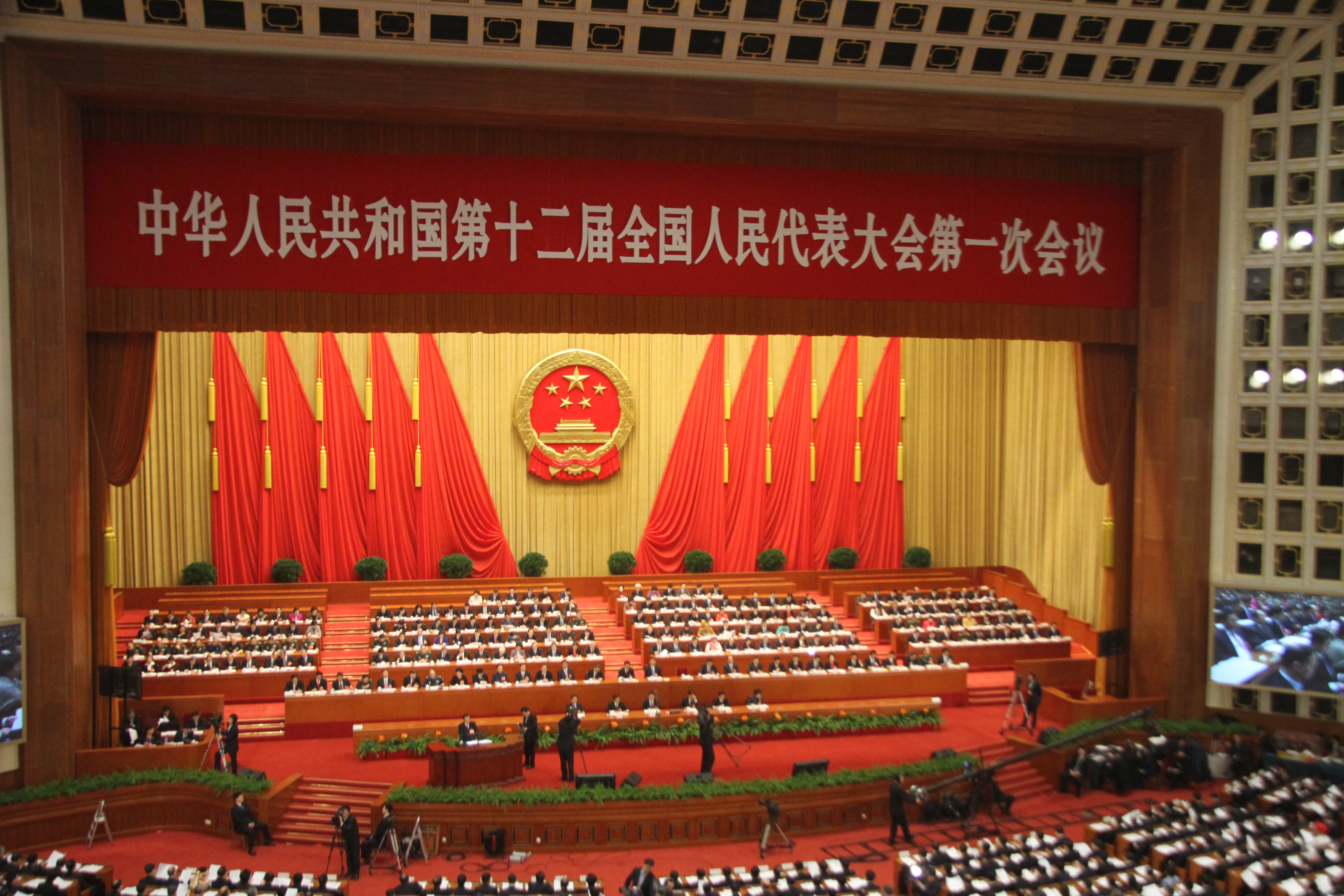
Seduta dell'Assemblea nazionale del popolo
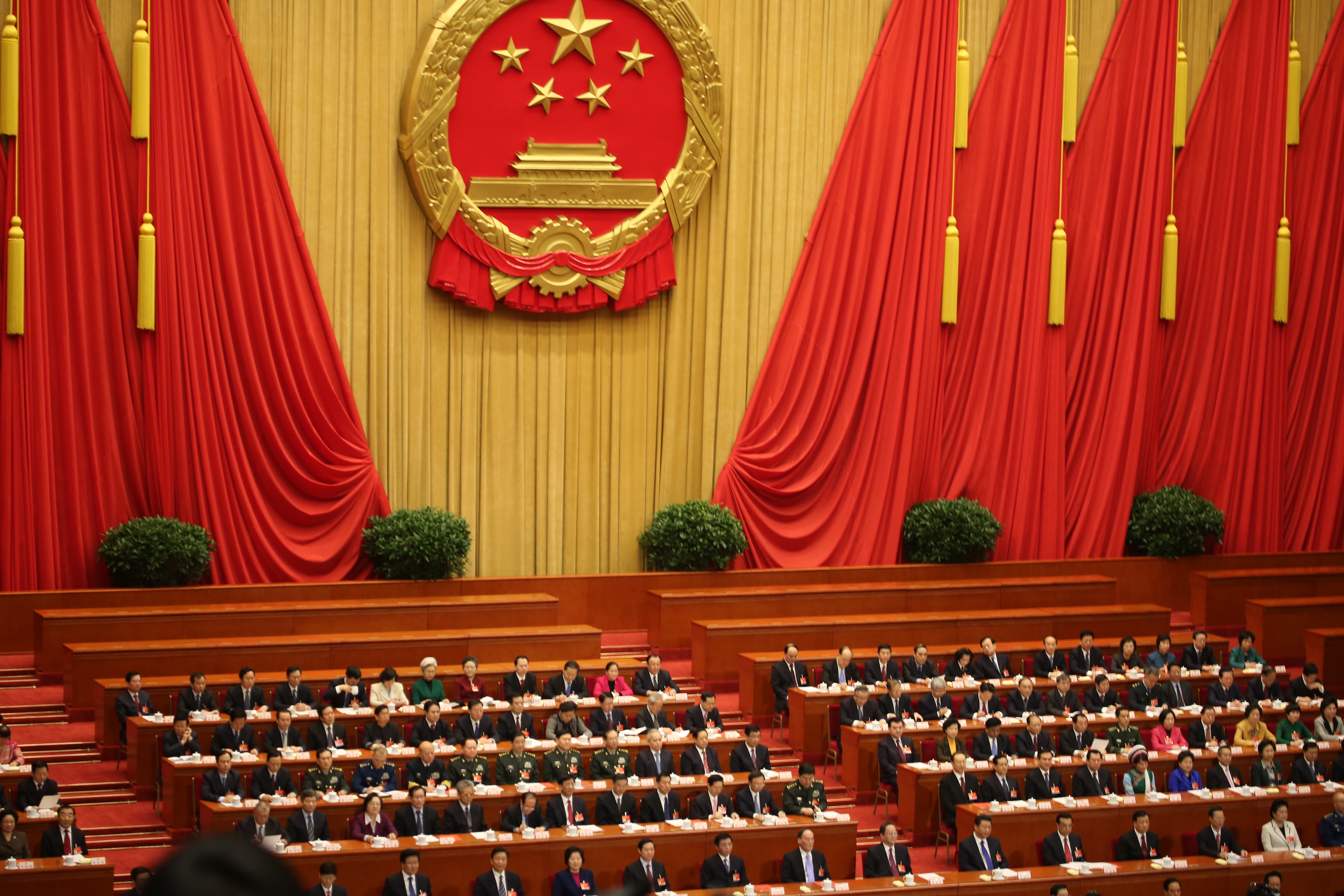
Particolare della Sala del Popolo

## Struttura
L'Assemblea nazionale del popolo è composto da 2980 delegati eletti in tutta la nazione. Nel corso della sua prima sessione plenaria, l'Assemblea elegge il proprio Comitato permanente, composto da 150 membri, fra i quali vengono eletti un presidente, 13 vicepresidenti e un segretario generale; compito del Comitato permanente è quello di svolgere le funzioni dell'Assemblea quando questo non è in sessione plenaria. Il presidente, i vicepresidenti e il segretario generale formano il Consiglio di Presidenza.
L'Assemblea nomina inoltre nove comitati, che si occupano rispettivamente di: affari etnici; legge; affari interni e giudiziari; affari finanziari ed economici; educazione, scienza, cultura e sanità pubblica; affari esteri; cinesi all'estero; protezione ambientale e conservazione delle risorse; affari agricoli e rurali. Ogni comitato è composto da un presidente, alcuni vicepresidenti e numerosi componenti.
La prima sessione plenaria è diretta da un Presidium con funzioni di monitoraggio e presidenza, che propone la lista dei candidati ai vari organi dello Stato e dell'Assemblea. Solitamente nella composizione del Presidium è rintracciabile anche quella del futuro Comitato permanente.
Circa il 70% dei deputati all'Assemblea appartiene al Partito Comunista Cinese: ciò gli consente un controllo quasi totale sul parlamento. Benché il Partito Comunista Cinese abbia proposto e proponga varie risoluzioni all'Assemblea, dagli anni ottanta non può più proporre revisioni costituzionali (mentre prima era esplicitamente indicata questa sua prerogativa): nel 1993 l'Assemblea infatti respinse gli emendamenti proposti dal PCC e nel 1994 respinse la nuova legge di proprietà.

## Sistema elettorale
L'Assemblea nazionale del popolo è eletto attraverso un complesso sistema a piramide. I deputati nazionali vengono infatti eletti dalle assemblee popolari provinciali, a loro volta elette dalle assemblee popolari distrettuali, elette infine dalle assemblee popolari locali; solo queste ultime sono elette direttamente dal popolo.
I delegati da Hong Kong e Macao vengono eletti mediante collegi elettorali che ricordano molto quelli dei sistemi politico-elettorali occidentali. Simbolicamente vengono eletti anche i deputati di Taiwan, selezionati all'interno di un corpus di taiwanesi che abitano il continente o di discendenti di taiwanesi.
Infine, vengono anche eletti i rappresentanti dell'Esercito Popolare di Liberazione e dei cinesi residenti all'estero.